# 塔什库尔干河

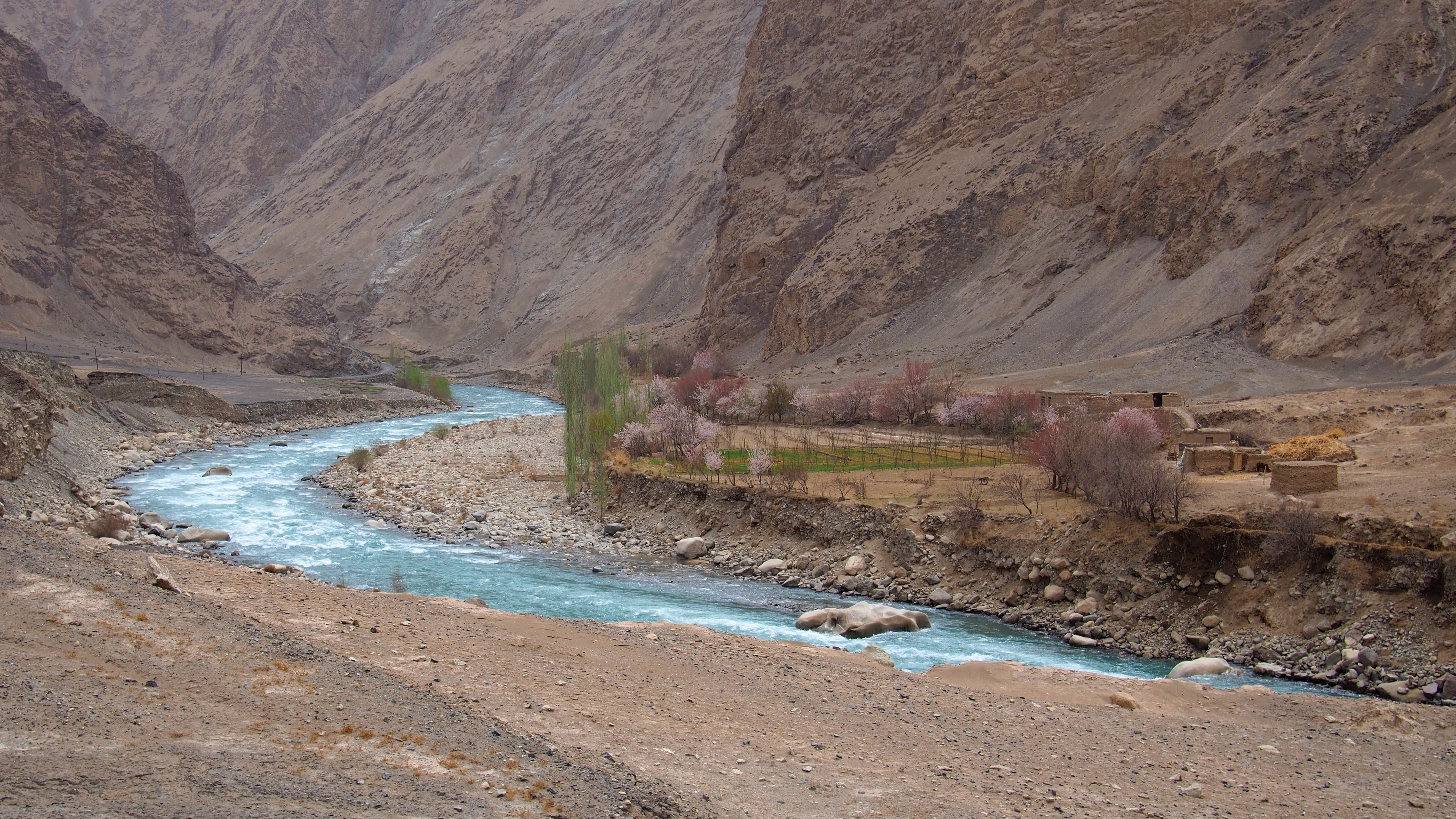
下游河段

塔什库尔干河，中国新疆西南部的内流河，是叶尔羌河左岸支流。名称系维吾尔语，意为石头城。主源称喀拉其库尔河或明铁盖河，发源于塔什库尔干塔吉克自治县西部萨雷阔勒岭北瓦根基达坂，向东流至达布达尔乡阿特加依里村附近右纳塔克墩巴什河后转北流，干流始称“塔什库尔干河”。干流向北流经达布达尔乡、县城塔什库尔干镇、提孜那甫乡等地后注入下坂地水库，出库后向东流，经班迪尔水库、库科西鲁格乡、阿克陶县塔尔塔吉克族乡等地，于塔尔乡库祖村以东约13千米汇入叶尔羌河。全长276公里，流域面积11707平方千米，年均径流量11.5亿立方米。平均宽100-130米，深2-3米，汛期河水达3-5米。水能理论蕴藏量600.9MW，规划梯级开发“一库六级”电站。中游建有下坂地水利枢纽，总库容8.67亿m3。